# Milton (comté de Saratoga, New York)
Pour les articles homonymes, voir Milton.
Milton est une census-designated place du comté de Saratoga, dans l'État de New York, aux États-Unis,. En 2020, elle compte une population de 4 663 habitants.